# Ed (løfte)
 For alternative betydninger, se Ed. (Se også artikler, som begynder med Ed)
Traditionelt er en ed enten en ytring af kendsgerninger eller et løfte, hvis ordlyd har relation til noget helligt som et tegn på sandhed. 
Den juridiske erstatning for dem, hvis personlige holdninger gør, at de er imod at udføre en hellig ed, er en bekræftelse. I dag, selv når der ikke er hellige begreber involveret, bliver visse udsagn i forbindelse med juridiske eller ceremonielle handlinger opfattet som en ed, når de bliver sagt højt. Udsagnsordet "sværge" bruges til at beskrive det at tage en ed.
En regent eller præsident, der overtager sine poster, bliver taget i ed.